# Willis J. Bailey
Willis Joshua Bailey, född 12 oktober 1854 i Carroll County, Illinois, död 19 maj 1932 i Mission Hills, Kansas, var en amerikansk republikansk politiker. Han var ledamot av USA:s representanthus 1899–1901 och Kansas guvernör 1903–1905.
Bailey utexaminerades 1879 från University of Illinois och flyttade till Kansas där han var verksam som ranchägare och jordbrukare. Tillsammans med sin far grundade han orten Baileyville. År 1899 tillträdde han som ledamot av representanthuset men beslutade sig för att inte ställa upp för omval i kongressvalet 1900.
Bailey efterträdde 1903 William E. Stanley som Kansas guvernör och efterträddes 1905 av Edward W. Hoch. År 1914 tillträdde han i direktionen av Federal Reserve Bank of Kansas City och blev chefdirektör där år 1922.
Bailey avled 1932 och gravsattes på Mount Vernon Cemetery i Atchison.